# Plectromerus dominicanus
Plectromerus dominicanus är en skalbaggsart som först beskrevs av Marc Micheli 1983.  Plectromerus dominicanus ingår i släktet Plectromerus och familjen långhorningar. Inga underarter finns listade i Catalogue of Life.